# Tobias Weis (Fußballspieler, 1985)
Tobias Weis (* 30. Juli 1985 in Schwäbisch Hall) ist ein deutscher ehemaliger Fußballspieler und heutiger Fußballtrainer. Aktuell trainiert er seit Juli 2023 die TSG Öhringen, mit welcher er im Sommer 2025 in die Landesliga aufgestiegen war.

## Sportliche Laufbahn

### Spielerkarriere

#### Vereinskarriere
Der Mittelfeldspieler spielte in seiner Jugend zunächst beim SC Bibersfeld und den Sportfreunden Schwäbisch Hall, bevor er in die Jugendabteilung des VfB Stuttgart wechselte. 2002 wechselte Weis in die Amateurabteilung, in der er sich für höhere Aufgaben vorbereiten sollte. Seine stetigen Formverbesserungen veranlassten den Trainer der Bundesligamannschaft, Armin Veh, ihn in der Winterpause 2006/07 in den Profikader zu holen. Dennoch hatte er, um Spielpraxis sammeln zu können, weiterhin Einsätze in der zweiten Mannschaft in der Regionalliga Süd.
Nachdem er für die Profis beim VfB nie zum Einsatz gekommen war, wechselte er in der Sommerpause 2007 zur TSG 1899 Hoffenheim. Sein Debüt als Profi gab er am 19. August 2007 in einem Zweitligaspiel für Hoffenheim beim 0:0 gegen Borussia Mönchengladbach. Nach vier Jahren wurde Weis zunächst im Dezember 2011 mitgeteilt, dass man ab der Saison 2012/13 ohne ihn plane und er sich einen neuen Verein suchen könne. Nachdem jedoch Markus Babbel neuer Trainer bei der TSG geworden war, spielte Weis wieder eine Rolle in der Mannschaft und verlängerte am 20. April 2012 seinen zum 30. Juni 2012 auslaufenden Vertrag um vier Jahre bis Ende Juni 2016. Anfang Oktober 2012 wurde er „auf unbestimmte Zeit“ aus dem Bundesligakader gestrichen und in die zweite Mannschaft versetzt. Nach Babbels Entlassung Anfang Dezember 2012 wurde Weis’ Suspendierung durch den Interimstrainer Frank Kramer umgehend wieder aufgehoben. Am 9. März 2013 erzielte Weis sein erstes Bundesligator beim 3:0-Sieg gegen die SpVgg Greuther Fürth. Dann wurde er jedoch aussortiert und musste in der umstrittenen Trainingsgruppe 2 von Hoffenheim trainieren.
In der Winterpause der Saison 2013/14 wechselte Weis bis zum Saisonende auf Leihbasis mit Kaufoption zu Eintracht Frankfurt. Am 1. September 2014 wurde er bis zum Ende der Saison 2014/15 in die 2. Bundesliga an den VfL Bochum ausgeliehen. Dort kam er auf elf Einsätze und fiel danach mit einer Verletzung an der Syndesmose bis zum Saisonende aus. Nach Ende des Leihgeschäfts verpflichtete der VfL Bochum ihn fest bis zum 30. Juni 2017. Am 12. August 2016 wurde der Vertrag mit sofortiger Wirkung aufgelöst.
Im Februar 2017 gab der viertklassige Regionalligist FC 08 Homburg die Verpflichtung von Tobias Weis zur Saison 2017/18 bekannt. Da der Verein aber im Sommer 2017 in die fünftklassige Oberliga Rheinland-Pfalz/Saar abstieg, kam dieser Vertrag nicht zustande. Weis beendete seine Karriere als Fußballspieler und eröffnete das Restaurant „La Pinseria“ in Ludwigsburg, in dem er Pinsa anbietet.
Im Januar 2018 verpflichtete der Oberligist FSV 08 Bissingen Weis. Er unterschrieb einen bis 2019 laufenden Vertrag. Zum Einsatz kam er aber in der Fünftklassigkeit 2017/18 nicht und bereits ab Sommer 2018 lief der Ex-Nationalspieler für den TSV Weilimdorf auf. Nach einem Jahr in Weilimdorf beendete Weis im August 2019 endgültig seine Karriere als Fußballspieler.

#### Auswahleinsätze
Am 13. November 2008 nominierte ihn Bundestrainer Joachim Löw für das Freundschaftsspiel gegen England, in dem er jedoch nicht zum Einsatz kam, erstmals für das Aufgebot der deutschen Nationalelf. Im Folgejahr nahm er an einer von Ende Mai bis Anfang Juni dauernden Asienreise des DFB-Teams teil. Bei der Partie in Shanghai gegen China kam er noch nicht zum Einsatz. Vier Tage später wurde er in Dubai bei der Begegnung gegen die Auswahl aus den Vereinigten Arabischen Emiraten in der 66. Minute für Thomas Hitzlsperger eingewechselt. Das Aufeinandertreffen wurde mit 7:2 von deutscher Seite gewonnen und blieb aufgrund ausbleibender weiterer Einsätze in der Löw-Elf sein einziges Länderspiel.

### Trainerkarriere
Zum Start der Spielzeit 2023/24 wurde Weis der Fußballtrainer des Bezirksligisten TSG Öhringen. In seinem ersten Jahr als Trainer gewann er die Meisterschaft in der Bezirksliga, verpasste jedoch mit seiner Mannschaft in der Relegation gegen die SGM SSV/Sportfreunde Schwäbisch Hall den Aufstieg in die Landesliga. Im folgenden Jahr gelang als Meister der direkte Aufstieg in die Landesliga.